# 吴正爱
吴正爱（오정애，1984年1月17日—），朝鲜女子举重运动员，身高1.53米。她与2008年参加北京奥运会，在8公斤級賽事，和泰國運動員舉出同重量，結果因重量較對手輕0.01公斤而險勝，獲得銅牌（後因原銀牌得主被取消成績而遞補獲得銀牌）。2010年，在广州亚运会63公斤级举重比赛中以222千克的成绩获得第五名。